# Poecilosoma semirubra
Poecilosoma semirubra là một loài bướm đêm thuộc phân họ Arctiinae, họ Erebidae.